# Otus mirus
El autillo de Mindanao (Otus mirus) es una especie de ave estrigiforme de la familia Strigidae endémica  de Mindanao, Filipinas. No se reconocen subespecies.